# 853 Nansenia
Nansenia (asteroide 853) é um asteróide da cintura principal com um diâmetro de 27 quilómetros, a 2,0665345 UA. Possui uma excentricidade de 0,1062519 e um período orbital de 1 284,21 dias (3,52 anos).
Nansenia tem uma velocidade orbital média de 19,58749806 km/s e uma inclinação de 9,21556º.
Esse asteroide foi descoberto em 2 de Abril de 1916 por Sergei Belyavsky.